# Skala depresji Becka
Skala depresji Becka (ang. Beck Depression Inventory, BDI) – skala stosowana w diagnostyce depresji, autorstwa Aarona Becka.
Skala składa się z 21 pytań, na które pacjent samodzielnie udziela odpowiedzi. Możliwe są 4 warianty odpowiedzi, które są inaczej oceniane. Kolejne warianty odpowiedzi odpowiadają zwiększonej intensywności objawów, są więc odpowiednio również wzrastająco punktowane od 0 do 3 punktów.
Poziom depresji obliczany jest z uzyskanej po zsumowaniu liczby punktów. Istnieją różne normy, jednak ogólnie przyjmuje się następującą punktację:
- 0–10 pkt – brak depresji lub obniżenie nastroju;
- 11–27 – depresja umiarkowana;
- 28 i więcej – depresja ciężka.

Przyjmuje się, że istotnym uzupełnieniem BDI jest zbadanie pacjenta przez klinicystę przy wykorzystaniu skali depresji Hamiltona.